# Wiesław Lewicki
Wiesław Stanisław Lewicki (ur. 2 stycznia 1957 w Gliwicach) – niemiecki działacz polonijny, przewodniczący Kongresu Polonii Niemieckiej w latach 2009–2013. Prowadzi działalność medialną dla Polonii niemieckiej, jest też pomysłodawcą nagrody „Polonicus” dla zasłużonych na rzecz Polonii.

## Życiorys
Ukończył studia na Politechnice Śląskiej, uzyskując dyplom inżyniera ochrony środowiska, po czym pracował m.in. w biurach projektowych, laboratoriach oraz instytucjach naukowych. W 1985 roku wraz z rodziną wyemigrował z Polski do Niemiec. Studiował podyplomowo zarządzanie przedsiębiorstwem w Kolonii, następnie doradztwo ds. ochrony środowiska we Frankfurcie nad Menem oraz marketing europejski w Akwizgranie. Przez 10 lat pracował dla międzynarodowego koncernu. W 2000 założył firmę doradczą „System Management” w Akwizgranie, którą prowadzi do dziś.

### Odznaczenia
Za zasługi w działalności na rzecz Polonii w Niemczech został odznaczony Odznaką Honorową "Bene Merito" (2012), Krzyżem Oficerskim Orderu Zasługi Rzeczypospolitej Polskiej (2015) oraz Krzyżem Zasługi na Wstędze Orderu Zasługi Republiki Federalnej Niemiec (2022).